# Abraham Goldfaden
Abraham Goldfaden o Avrom Goldnfoden o Avrum Goldnfoden (in yiddish אַוורום גאָלדנפאָדען‎?, in russo Авром Гольдфаден?; Starokostjantyniv (Starokonstantinov), 24 luglio 1840 – New York, 9 gennaio 1908) è stato un drammaturgo russo, considerato il padre del teatro yiddish moderno.

## Biografia
Ebreo originario della Russia, Goldafen trascorse la sua vita in diversi paesi dell'Europa centrale. Studia medicina a Monaco di Baviera, ma abbandona presto gli studi per recarsi a Iași, capitale storica della Moldavia.
Nel 1876, durante la tradizionale festa del Purim, mette in scena, nella taverna di Simon Marks, la sua prima rappresentazione teatrale: un adattamento di Serkele, commedia in lingua yiddish del 1861 scritta dal poeta e drammaturgo Solomon Ettinger.
Un anno dopo si trasferisce a Bucarest. Un gruppo di ebrei russi del luogo - tutti commercianti che stanno facendo fortuna con la guerra turco-russa del 1877-1878 - gli finanziano una vera e propria compagnia teatrale. Il successo di pubblico è notevole e le sedute, se non proprio serate, di teatro yiddish diventano un punto di riferimento per la vita della comunità ebraica di Bucarest.
Goldfaden rimane a Bucarest fino al 1883, quando, in seguito alla crisi economica che investe i suoi mecenati, decide di emigrare negli Stati Uniti d'America.